# Arnaldo Ranaldi
Arnaldo Ranaldi (L'Aquila, 20 marzo 1890 – 1º luglio 1971) è stato un politico italiano.

## Biografia
Nato nel 1890, esercitò la professione di avvocato. Fu attivo in politica nelle file della Democrazia Cristiana, fu l'ultimo presidente della Deputazione provinciale di Ancona e primo presidente della Provincia. Nell'ottobre 1952 divenne senatore subentrando a Nicola Ciccolungo, deceduto, nell'ultimo anno della I legislatura della Repubblica. Fu anche commissario del Consorzio agrario di Ancona.